# Melanchra nigra
Melanchra nigra là một loài bướm đêm trong họ Noctuidae.